# Catenicella marceli
Catenicella marceli is een mosdiertjessoort uit de familie van de Catenicellidae. De wetenschappelijke naam van de soort is voor het eerst geldig gepubliceerd in 2007 door Gluhak, Lewis & Popijak.